# Steven Sowah
Steven Adjei Sowah (* 9. Juli 1990 in Hamburg) ist ein deutscher Schauspieler.

## Leben
Er wuchs in Hamburg-Horn auf. Sein Vater war der ghanaische Schauspieler und Filmemacher Adolphos Sowah. Mit elf Jahren verkörperte Steven Sowah im Musical König der Löwen den jungen Simba.
2009 machte er sein Abitur sowie das International Baccalaureate am Helene-Lange-Gymnasium in Hamburg. Er studierte zunächst Rechtswissenschaften in Birmingham und schloss dann 2013 mit dem Master in Rechtswissenschaften an der University of Oxford ab. Er wurde zudem Stipendiat der Studienstiftung des deutschen Volkes. 2015 begann er ein Schauspielstudium an der Filmuniversität Babelsberg Konrad Wolf.
Seit 2019 ist er Ensemblemitglied am Schauspielhaus Zürich. 2020 gewann er den First-Steps Filmpreis.
Steven Sowah lebt in Hamburg und Zürich.

## Filmografie (Auswahl)
- 2016: Panda III (Kurzfilm)
- 2016: Mutter Dunkelheit (Kurzfilm)
- 2017: Before we grow old (Kinofilm)
- 2018–2019: Die Spezialisten – Im Namen der Opfer (Fernsehserie)
- 2019 Dreck
- 2020: 5 Finger sind eine Faust
- 2022: Für Jojo (Spielfilm, Netflix)
- 2023: Noah
- 2024: Concordia – Tödliche Utopie (Fernsehserie)
- 2024: A Better Place (Fernsehserie)

## Theater
- 2018: Skizze eines Sommers Hans Otto Theater, Regie  Niklas Ritter
- 2019: Hool, Staatsschauspiel Dresden, Regie Florian Hertweck
- 2019: Früchte des Zorns, Schauspielhaus Zürich, Regie Christopher Rüping
- 2019: Der Kirschgarten, Schauspielhaus Zürich, Regie Yana Ross
- 2020: The Show is over, Schauspielhaus Zürich, Regie Wu Tsang
- 2021: Orpheus, Schauspielhaus Zürich, Regie Wu Tsang
- 2022: Der Ring des Nibelungen, Schauspielhaus Zürich, Regie Christopher Rüping
- 2022: Paradies, Thalia Theater Hamburg, Regie Christopher Rüping
- 2023: Gier, Schauspielhaus Zürich, Regie  Christopher Rüping
- 2023: Das Leben des Galilei, Schauspielhaus Zürich, Regie Nicolas Stemann
- 2023: Die Möwe, Schauspielhaus Zürich, Regie Christopher Rüping
- 2024: Der Sturm, Schauspielhaus Zürich, Regie Wu Tsang
- 2024: Carmen, Schauspielhaus Zürich, Regie Wu Tsang
- 2024: König Lear, Schauspielhaus Zürich, Regie Anne Lenk
- 2024: Die Schmutzigen Hände, Schauspielhaus Zürich, Regie Jan Bosse

## Synchronrollen
- 2016: Die irre Heldentour des Billy Lynn
- 2017: Layla M
- 2017: Detroit

## Auszeichnungen
- 2017: Achtung Berlin Festival – Bester Kurzfilm für Panda III
- 2020: First Steps – Götz-George Nachwuchspreis für Dreck[3]